# 최동희
최동희(崔東曦, 1890년 1월 4일 ~ 1927년 1월 26일)는 일제강점기 때의 독립 운동가로 1926년 고려혁명당을 세웠다.
본관은 경주로 최소수라고도 불린다. 천도교의 2대 교주인 최시형의 아들이다 이후 최제우가 아들이 없어서 의암 손병희가 해월의
아들인 최동희를 최제우의 후계자로 선포하고 전국적으로 잔치를 열었다 서울 종로 출생이며 3.1 운동 후 중국 상하이로 망명해 독립 운동을 하다가 1922년 7월 천도교 중심인 고려혁명위원회를 조직해 부위원장 겸 외교부장으로 활동하다가 김광희, 강도희와 함께 러시아 연해주로 건너갔다.
1926년 중국 지린성에서 고려혁명당을 조직하고 중앙위원으로 선출되어 독립 투쟁을 전개하였으나 지병인 폐병이 악화되어 1927년 상하이 적십자병원에서 사망했다.
1990년 건국훈장 애국장이 수여되었다.